# 花くまゆうさく
花くまゆうさく（はなくまゆうさく、1967年 - ）は、日本の漫画家、イラストレーター。東京都北区出身。千代田工科芸術専門学校、セツ・モードセミナー卒業。

## 経歴
1967年、東京都北区生まれの団地育ち。高校3年生のとき、蛭子能収の漫画に感銘を受け漫画家を志し、双葉社の4コマ漫画漫画誌にて本名でデビュー。また『週刊ヤングマガジン』のギャグ大賞にも入選。スージー甘金の事務所でアシスタントをした後、憧れていた雑誌『ガロ』に投稿し、「狂い咲きサンダーロートル」で第2回月刊「ガロ」長井勝一賞入選。また、第13回ザ・チョイス年度賞優秀賞を受賞。
『アックス』（青林工藝舎）創刊号から連載した『東京ゾンビ』は浅野忠信と哀川翔主演で2005年に映画化されている。

## 人物と作風
- "ヘタウマ"系統の絵柄で親しまれており、全体的にブラックな展開が多い。擬音などには基本的に写植が使われている。
- 彼が描く作品には大抵、アフロヘアーの男と頭の上がハゲている男が登場し、どことなく同性愛的な空気が渦巻いている。
- 格闘技ファンであり、『紙のプロレス』（現：『kamipro』）にコラムを掲載している。本人もブラジリアン柔術黒帯の格闘家である。

## 仕事・作品
単行本
- 『野良人』（青林堂 1995年） ISBN 978-4792602598
- 『サルすくい』（マガジンハウス 1995年11月） ISBN 978-4838707577
- 『人生リセットボタン』（マガジンハウス 1997年）ISBN 978-4838709090
- 『大人チョップ』（マガジンハウス 1998年12月）ISBN 978-4838710997
- 『労働2号』（青林工藝舎 1999年3月） ISBN 4-88379-023-1
- 『東京ゾンビ』 （青林工藝舎 1999年9月） ISBN 4-88379-038-X
- 『リングの汁―旧「リングの汁」から「修斗の汁」まで花くま格闘珍書1992~2000』（アートン 2001年） ISBN 978-4901006187
- 『野良人リサイクル』（青林工藝舎 2001年6月） ISBN 978-4-88379-235-1
- 『青いオトコの汁』（アートン 2002年） ISBN 978-4901006361
- 『サイボーグサラリーマンメカ・アフロくん―ほのぼのオフィスマンガ』（マガジンハウス 2001年） ISBN 978-4838713776
- 『ムンバ星人いただきます』（マガジンハウス 2003年） 絵本
- 『メカ★アフロくん』（幻冬舎文庫 2005年） ISBN 978-4344407121
- 『ダメ人間グランプリ』（青林工藝舎 2007年7月） ISBN 978-4-88379-245-0
- 『ほのぼのオフィスマンガ サイボーグサラリーマンメカ☆アフロくん』
- 『メカ★アフロくん モンキービジネス編』（マガジンハウス 2007年） ISBN 978-4838717668
- 『不死身のニッポン』（青林工藝舎 2007年2月） ISBN 978-4883792351
- 『メカ★アフロくん 爆裂会社編』（マガジンハウス 2007年） ISBN 978-4838717385

イラスト
- ピカ☆☆ンチ LIFE IS HARDだからHAPPY キャラクターイラスト
- グリコのスナック菓子プリッツの「持ってるくんキャンペーン」キャラクターデザイン
- 日本テレビ製作「オトナの資格」キャラクターデザイン
- 丸美屋「お弁当諸君！」パッケージイラスト
- ノーリツ「お掃除浴槽」お掃除夫婦のキャラクターデザイン
- アルク出版 ｢ユメタン｣ キャラクターイラスト
- 生駒山上遊園地「いこまサマー」キャラクターイラスト

漫画
- ITの汁 - 東京IT新聞にて連載中。
- 東京ゾンビ - 浅野忠信と哀川翔主演で映画化された。
- 東京ゾンビ外伝 - 花くま自身が原作・監督・主演を務めた。
- ダメ人間グランプリ - スーパー写真塾（コアマガジン）で連載。
- 不死身のニッポン - 週刊現代（講談社）で連載。
- ぐるなび - ぐるなびエンタメにて「お食さん」連載中。
- J:COM - クールJをHPにて連載中。

ポスター
- 小田急電鉄 - マナーポスター

CM
- ABC - 突然のイラスト編[1]
- アルバイト北海道 - それはすぐにやってくる編